# إسماعيل شرف
إسماعيل شرف هو ممثل ومؤلف مصري بدأ مشواره الفني في عام 2010.

## مشواره
عمل إسماعيل شرف قبل التمثيل في مجال الإعلانات بالتعاون مع طارق نور ثم بدأ في كتابة عدد من مسلسلات السيت كوم وشارك في تمثيلها وفي 2014 شارك في مسلسل قلوب وهو أول عمل تمثيل حقيقي له وفي نفس العام قام بشخصية المقدم ماجد العزازي في مسلسل الصياد وحقق نجاحاً كبيراً.

## أعماله

### مسلسلات
- 2010: خميس وجمعة
- 2014: قلوب
- 2014: الصياد
- 2015: ظرف أسود
- 2015: بعد البداية
- 2016: سقوط حر
- 2016: 7 أرواح
- 2016: راس الغول
- 2016: الميزان
- 2017: كلبش
- 2017: كفر دلهاب
- 2017: الحالة ج
- 2017: 30 يوم
- 2018: مليكة
- 2018: فوق السحاب
- 2018: رحيم
- 2018: اختفاء
- 2019: لآخر نفس
- 2019: قابيل - ضيف شرف
- 2019: صانع الأحلام
- 2019: شبر ميه
- 2019: زودياك
- 2019: أفراح إبليس الجزء الثاني
- 2020: في كل أسبوع يوم جمعة
- 2020: الأخ الكبير
- 2021: وكل ما نفترق
- 2021: كوفيد-25
- 2021: بين السما والأرض
- 2021: النمر
- 2021: الطاووس
- 2021: إلا أنا الجزء الثاني
- 2022: سوتس بالعربي - ضيف شرف
- 2022: دنيا تانية
- 2022: الفرح فرحنا - ضيف شرف

### أفلام
- 2017: الخلية
- 2018: عقدة الخواجة
- 2019: ولاد رزق 2 - ضيف شرف
- 2020: بنات ثانوي
- 2022: معالى ماما

## وصلات خارجية
- إسماعيل شرف على موقع قاعدة بيانات الأفلام العربية